# Liste der Biografien/Schwae
Liste der Biografien |
Portal Biografien |
Personensuche
# |
A |
B |
C |
D |
E |
F |
G |
H |
I |
J |
K |
L |
M |
N |
O |
P |
Q |
R |
S |
T |
U |
V |
W |
X |
Y |
Z |
?
 
Sa |
Sb |
Sc |
Sd |
Se |
Sf |
Sg |
Sh |
Si |
Sj |
Sk |
Sl |
Sm |
Sn |
So |
Sp |
Sq |
Sr |
Ss |
St |
Su |
Sv |
Sw |
Sy |
Sz
 
Sca–Sce |
Sch |
Sci–Scz
 
Scha |
Schc |
Schd |
Sche |
Schg |
Schi |
Schj |
Schk |
Schl |
Schm |
Schn |
Scho |
Schp |
Schr |
Schs |
Scht |
Schu |
Schv |
Schw |
Schy
 
Schwa |
Schwe |
Schwi |
Schwo |
Schwu |
Schwy
 
Schwaa |
Schwab |
Schwac |
Schwad |
Schwae |
Schwag |
Schwah |
Schwai |
Schwak |
Schwal |
Schwam |
Schwan |
Schwap |
Schwar |
Schwas |
Schwat |
Schwau |
Schwaz
Die Liste der Biografien führt alle Personen auf, die in der deutschsprachigen Wikipedia einen Artikel haben. Dieses ist eine Teilliste mit 5 Einträgen von Personen, deren Namen mit den Buchstaben „Schwae“ beginnt.

## Schwae

### Schwaeb
- Schwaebe, Martin (1911–1985), deutscher Redakteur und Politiker (NSDAP), MdR

### Schwaen
- Schwaen, Kurt (1909–2007), deutscher Komponist

### Schwaet
- Schwaetzer, Harald (* 1967), Hochschullehrer der Philosophie
- Schwaetzer, Irmgard (* 1942), deutsche Politikerin (FDP), MdBIrmgard Schwaetzer (* 1942)

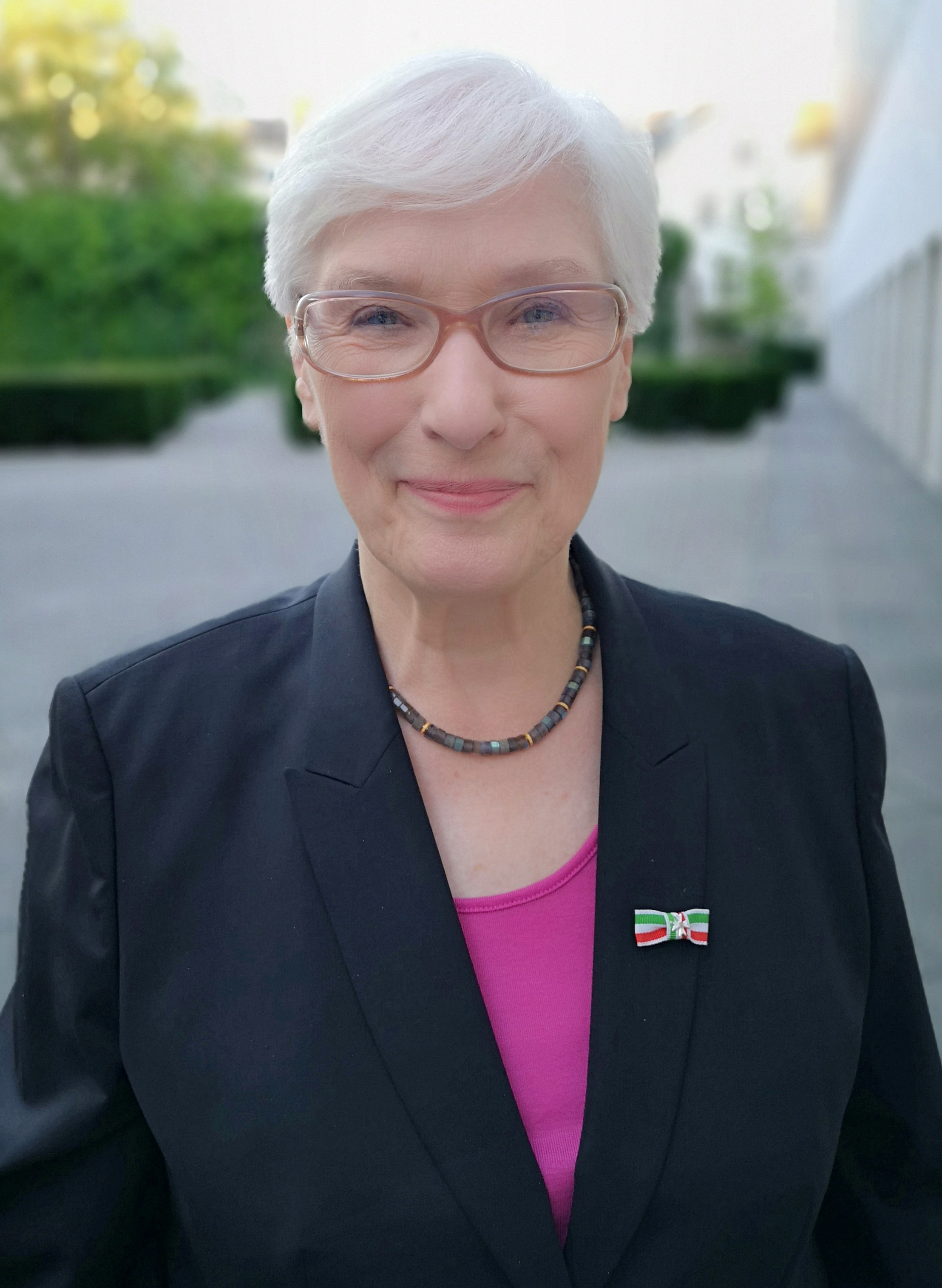
Irmgard Schwaetzer (* 1942)

- Schwaetzer, Thomas (1928–2010), amerikanischer Journalist und Aktivist